# Liede Bridge
Il Liede Bridge (in cinese 猎德 大桥) è un ponte che attraversa il fiume delle Perle a Canton, nel Guangdong, in Cina. Il 
ponte, lungo 4,3 chilometri, collega l'isola di Pazhou nel distretto di Haizhu con il distretto di Tianhe; è stato aperto nel 
2009.